# Колва (Пермский край)
Ко́лва — посёлок в Чердынском районе Пермского края. Входит в состав Ныробского городского поселения.

## Этимология
Название посёлка вероятно происходит от реки Колва, которая в свою очередь берёт название от коми языка кол «рыба» и ва «река».

## Географическое положение
Расположен на правом берегу реки Колва, к западу от центра поселения, посёлка Ныроб.

## Население
| 2010 |
| ---- |
| 41   |

## Улицы[3]
- Железнодорожная ул.
- Западная ул.
- Клубная ул.
- Лесная ул.
- Новая ул.
- Пионерская ул.
- Спортивная ул.
- Средняя ул.
- Строительная ул.

## Топографические карты
- Лист карты P-40-113,114 Ныроб. Масштаб: 1 : 100 000. Состояние местности на 1982 год. Издание 1988 г.